# 5684 Kogo
5684 Kogo (1990 UB2) là một tiểu hành tinh vành đai chính được phát hiện ngày 21 tháng 10 năm 1990 bởi T. Urata ở Đài thiên văn Nihondaira.